# 시모지마역 (이나시)
시모지마역(일본어: 下島駅)은 일본 나가노현 이나시에 위치한 도카이 여객철도 이다선의 철도역으로, 단선 승강장 1면 1선의 구조를 갖춘 지상역이다.

## 이용 현황
| 승차 인원 추이 | 승차 인원 추이 |
| 연도           | 1일 평균       |
| -------------- | -------------- |
| 2005           | 63             |
| 2006           | 68             |
| 2007           | 79             |
| 2008           | 78             |
| 2009           | 89             |
| 2010           | 90             |
| 2011           | 81             |
| 2012           | 69             |

## 역 주변
- 덴류강
- 국도 제153호선

## 역사
- 1913년 12월 27일 : 이나 전차 궤도의 미야다 - 이나마치 간 연신 시에 개업. 여객역. 현재 지점보다 0.4 km 정도 이나 시 부근에 있었다.
- 1932년경 : 현위치로 이전. 당시 나가노 현도의 교통량이 증가해, 건널목 사고가 다발했기 때문에, 현도와의 교차로로 이전했다고 말했다.
- 1943년 8월 1일 : 이나 전기 철도선이 이다선의 일부로서 국유화되어, 일본국유철도의 역이 된다.
  - 당시는, 도카이도 본선 하마마쓰 - 나고야 간의 각 역, 주오 본선 가미스와 - 시오지리 간의 각 역, 마쓰모토역을 발착하는 여객만 이용되었다.
- 1954년 12월 1일 : 도쿄도 구내의 각 역이나 나가노역을 발착하는 여객도 이용가능하게 되었다.
- 1968년 4월 1일 : 여객 발착 역의 제한을 폐지, 동시에 무인역화.
- 1987년 4월 1일 : 일본국유철도 분할 민영화에 의해, 도카이 여객철도가 승계.

## 인접 역
| 도카이 여객철도 이다선 | 도카이 여객철도 이다선 | 도카이 여객철도 이다선 |
| ---------------------- | ---------------------- | ---------------------- |
| 사완도 도요하시 방면   | ■ 이다선               | 이나시 다쓰노 방면     |